# Mount Temple Comprehensive School
Mount Temple Comprehensive School - szkoła w północnym Dublinie w Irlandii. Uczył się tam Bono, Adam Clayton, Larry Mullen i The Edge. Właśnie tam, w 1976 roku Larry Mullen na tablicy ogłoszeń przyczepił karteczkę, na której napisał, że poszukuje ludzi do zespołu. W ten sposób w tej szkole został założony zespół U2. Była to w tamtych latach jedna z pierwszych irlandzkich szkół, w których panowała całkowita tolerancja religijna.